# 馬來亞海戰
馬來亞海戰是第二次世界大戰中的一場海上戰役，發生在1941年12月10日英屬馬來亞東部，近彭亨州關丹，英國皇家海軍威爾斯親王號戰艦和反擊號戰鬥巡洋艦被日本帝國海軍的岸基轟炸機使用炸彈及魚雷擊沉。
這場海戰產生了重大影響。英國皇家海軍部署在遠東的兩艘主力艦一同被擊沉，加上兩天前日軍偷襲珍珠港及開始入侵菲律賓，英國和美國在遠東的實力被大幅削弱，而荷蘭在上年已經淪陷，其部署在荷屬東印度的艦隊，實力也無法與日本海軍相比，因此日軍在此戰掃除了歐美艦隊的威脅，日軍完全取得遠東地區的制海權，為攻略馬來西亞、新加坡、菲律賓及印尼迅速獲勝打下基礎。

## 背景
兩艘軍艦在1941年12月被派到新加坡，作為對日本南進政策的一種威懾。第一海務大臣杜德利·龐德爵士認為，除非皇家海軍派遣大多數主力艦到新加坡，以實現與估計為9艘日本戰艦之戰力平衡，否則不能充分的防衛新加坡。因為英國當時正在與日本的盟友德國和意大利交战，因此無法接受這建議。不過，首相溫斯頓·丘吉爾對在北大西洋和地中海之局勢改善感到樂觀，分配3艘艦艇（包括1艘航空母艦）到該殖民地防守被視為一個重要的妥協，英國需要保護在馬來亞、婆羅洲和海峽殖民地的殖民領土，免於軸心國的威脅。
丘吉爾“相當的無知”和“過度相信戰艦的威力”，以及“傾向干預海軍事務”，導致他提出了派遣一支艦隊共3艘現代船艦：1艘戰艦（如英王喬治五世級“威爾斯親王號”）和1艘航空母艦（如“可畏號”），會合已經開往印度洋的“反擊號”。他相信這支小艦隊可以作為另一版本的“存在艦隊”以阻嚇日本人的行動，如同當時在北海的德國戰艦“提尔皮茨号”一樣；但是，當時沒有確實的計劃以完成這樣一個任務。 原本英國計劃包括調動新的“光辉级”航空母艦“不撓號”提供空中掩護，不過當時不撓號因在加勒比海擱淺而正進行維修。
雖然丘吉爾的舉動可被視為徒勞和昂貴的，但派遣戰艦前往新加坡確曾是海軍的戰略規劃之一部份，因為新加坡已建立海軍基地。這個部署的規模已經在30年代縮小，原因是德國和意大利對英國在大西洋和地中海的利益構成新的威脅。儘管如此，它仍然假定1支由主力艦編成的艦隊能阻止日本的進攻。另外，丘吉爾錯誤假設美國海軍將同意與日本敵對行動爆發時派遣太平洋艦隊，其中包括8艘戰艦，到新加坡；另外考慮的是，如果美國太平洋艦隊留在珍珠港，英國的貢獻將增加美國艦隊的阻嚇效果。澳大利亞和新西蘭政府，已派出了大部分軍隊參加北非戰場，還強調指出新加坡在阻止日本進攻的重要性。澳大利亞致力於歐洲戰爭的努力已在1939年和1940年受到動搖了，以及在日軍進攻珍珠港、香港、達爾文，和科科達小徑後受到嚴重考驗，所以丘吉爾的工作，雖然在軍事上是愚蠢的，但是可能有取得良好的宏偉的戰略政治意義。

### 部署

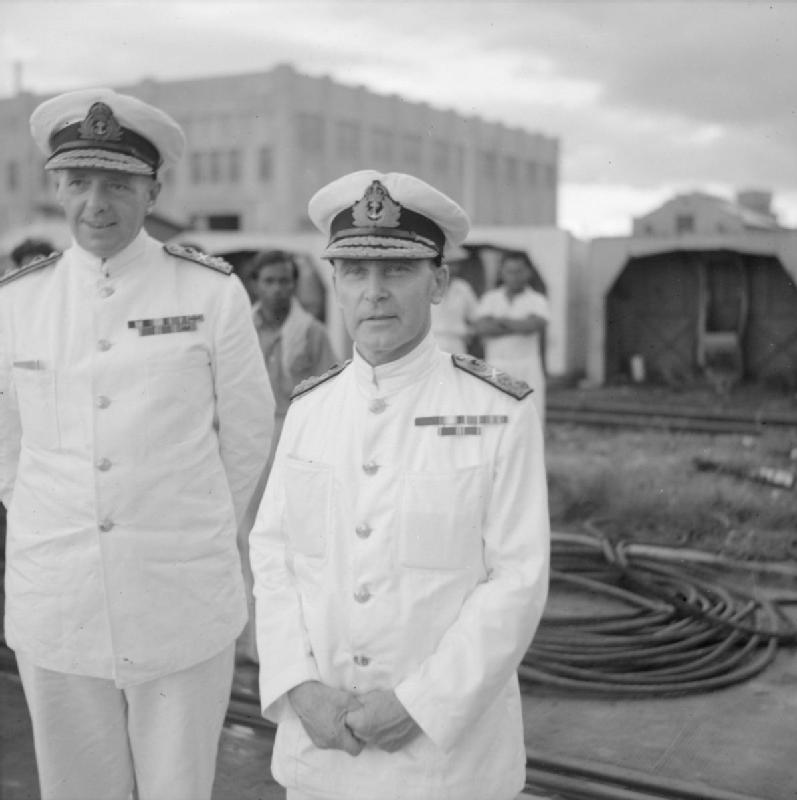
Z艦隊指揮官湯馬士·菲利浦斯爵士海軍上將（右邊），和他的副手海軍少將阿瑟·帕利澤，於1941年12月2日攝於新加坡海軍基地碼頭，前者於一週後因威爾斯親王號被日軍擊沉而陣亡

原定的G艦隊，包括現代化的戰艦“威爾斯親王號”、第一次世界大戰時代的戰列巡洋艦“反擊號”和4艘驅逐艦包括“伊萊克特拉號”、“快遞號”、“遭遇號”和“木星號”驅逐艦，於1941年12月2日抵達新加坡。然後，他們被重新改名為Z艦隊。新的航空母艦“不撓號”被分配到G艦隊，但在1941年11月3日時她在京斯敦港之入口處擱淺因而要在牙買加維修。 “不撓號”需要12天在弗吉尼亞州諾福克的乾船塢進行維修工程。“不撓號”只有費瑞的海燕式戰鬥轟炸機和霍克的海颶風戰鬥機，在技術上未能與零式艦上戰鬥機匹敵，但機組人員豐富的飛行訓練及經驗（與他們錯誤的以為有能力與零戰對抗的信心） 是日本人無法相配的，或者； “不撓號”可能“已被加進到屠夫的法案。” 12月1日，海軍宣佈湯馬士·菲利浦斯爵士已被提升為海軍上將，並任命為英國遠東艦隊司令。幾天後，“反擊號”聯同驅逐艦“吸血鬼號”和“特納多斯號”開始訪問澳大利亞，但這支部隊卻被召回新加坡集合以應付可能之對日作戰。  
此外，在新加坡的輕巡洋艦“德班號”、“達娜厄號”、“龍號”和“模里西斯號”，和驅逐艦“要塞號”、“遭遇號”和“木星號”。而重巡洋艦“埃克塞特號”、荷蘭輕巡洋艦“爪哇號”、2艘英國驅逐艦(“偵察號”和“珊奈特號”)、和4艘美國驅逐艦(“惠普爾號”、“約翰·艾德華號”、“埃德薩爾號”和“奧爾登號”)將在3天之內抵達。
雖然“德班號”和“要塞號”可以作戰，但菲利浦斯上將決定將它們調離新加坡，因為它們的航速不及其它艦艇快。此外，“達娜厄號”、“龍號”、“模里西斯”、“遭遇號”和“木星號”也在新加坡，但它們正在維修，不能馬上起航。

### 日軍的準備
丘吉爾公開宣布，“威爾斯親王號”和“反擊號”將被送往新加坡作為對日本的一種威嚇。作為回應，山本五十六將軍派出36架一式陸上攻擊機，以加強現有的鹿屋海軍部隊和元山海軍航空隊，他們的飛行員開始積極進行攻擊兩艘戰艦的訓練。

## 開始敵對行動

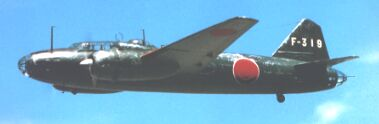
一式陸上攻擊機 “貝蒂”

1941年12月8日清早(當地時間)，新加坡受到日本飛機攻擊。“威爾斯親王號”和“反擊號”亦有利用其高射炮參與還擊；沒有飛機被擊落，亦沒有任何船隻受到破壞。日軍在12月8日(當地時間)在馬來亞登陸，英軍地面部隊陷入困境。
在這段時間，記者收到珍珠港遭到了襲擊的消息，8艘美軍戰艦沉沒或失去作戰能力。戰前假定的規劃是美國太平洋艦隊在戰爭爆發時開往新加坡，以增援英軍。但是在珍珠港遭襲後已經不可能。菲利浦斯在先前與美國將軍道格拉斯·麥克阿瑟和海軍上將湯馬士·哈特的討論中表示，他的兩艘主力艦是沒有足夠的力量來對付日軍的。但是，由於日軍進佔馬來亞，菲利浦斯被命令利用他的艦艇實施進攻及召集他的艦隊，在南中國海攔截和摧毀日本南進艦隊。
菲利浦斯上將知道當地的英國皇家空軍單位不能向他的艦艇提供空中掩護，原因是他們只配備了數量有限的過時戰鬥機，而且其機場受到日軍陸上進攻的威脅。（儘管有一個中隊駐紮在三巴旺的澳大利亞皇家空軍第453中隊之布魯斯特F2A戰鬥機，可提供密切的空中支援；但以F2A低劣的表現來看，其價值令人懷疑）他仍選擇要繼續行動，因為他認為，日機無法離開陸地太遠行動；他還認為，他的船隻相對較難因空襲而受致命破壞，原因出於當時還沒有任何重要艦艇在海上因空襲而被擊沉（當時被飛機擊沉的最大艦隻是一艘重巡洋艦）；因此，他的估計“有一半可能是正確的”。 此外，他不知道日軍魚雷及魚雷轟炸機的性能，可是，它們的性能均遠高於當地皇家海軍。此外，與大多數皇家海軍人員一樣，菲利普斯不相信日軍擁有任何優勢。

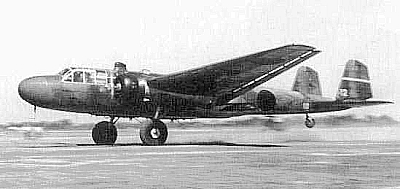
九六式陸上攻擊機“內莉”

澳大利亞皇家空軍第453中隊有向Z艦隊提供空中掩護，但他們不知道Z艦隊的位置，只在日本飛機攻擊開始後一小時才由“反擊號”發出無線電信號求援。維戈斯中尉的計劃是在白天保持6架飛機在空中掩護菲利普斯，但被菲利普斯拒絕。維戈斯後來評論：“我認為這一定是海軍認為不需要皇家空軍掩護的最後一役。用一個該死的非常昂貴的方式學到教訓。 .....菲利普斯已知道，他在前一夜被追蹤，直至當天清晨。他沒有要求空中支援。而他遭到攻擊時仍然沒有要求增援。”提供日間離岸的空中掩護還有克勞斯頓的第488中隊，但他計劃的“移動行動”也被否決。

### 啟程

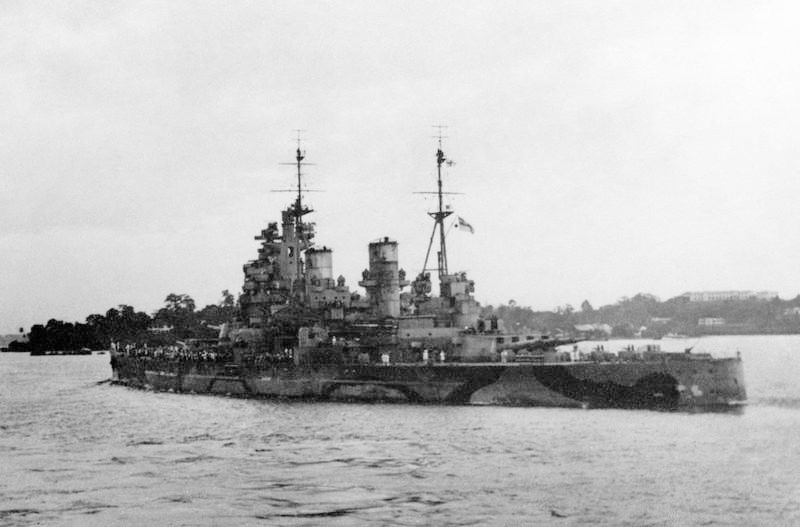
1941年12月8日，威爾斯親王號戰艦離開新加坡

在接到日本艦隊開往馬來亞的消息後，Z艦隊，包括“威爾斯親王號”、“反擊號”、“伊萊克特拉號”、“快遞號”、“吸血鬼號”和特內多斯號，在12月8日下午5時20分駛離新加坡。菲利普斯希望在12月10日攻擊宋卡，因為負責的日軍航空中隊尚未到達，如果他早一天離開，他可能可以在沒有日本的空中打擊下達到他的目的。
12月9日早上7時13分，Z艦隊通過阿南巴斯群島東部，並轉向330度以使用新航線，後來更改為345度。Z艦隊最初被兩架日本偵察機發現，但此兩架日本偵察機沒有作出報告，直至被日本潛艇「I-65」於12月9日下午2時發現並報告其位置，這已額外給予英軍艦隻5小時。菲利普斯不知道他已經被潛艇跟踪。在這份報告後，指揮入侵部隊的海軍中將小澤治三郎，下令他的大部分軍艦在空軍護送下返回在越南南部的金蘭灣。

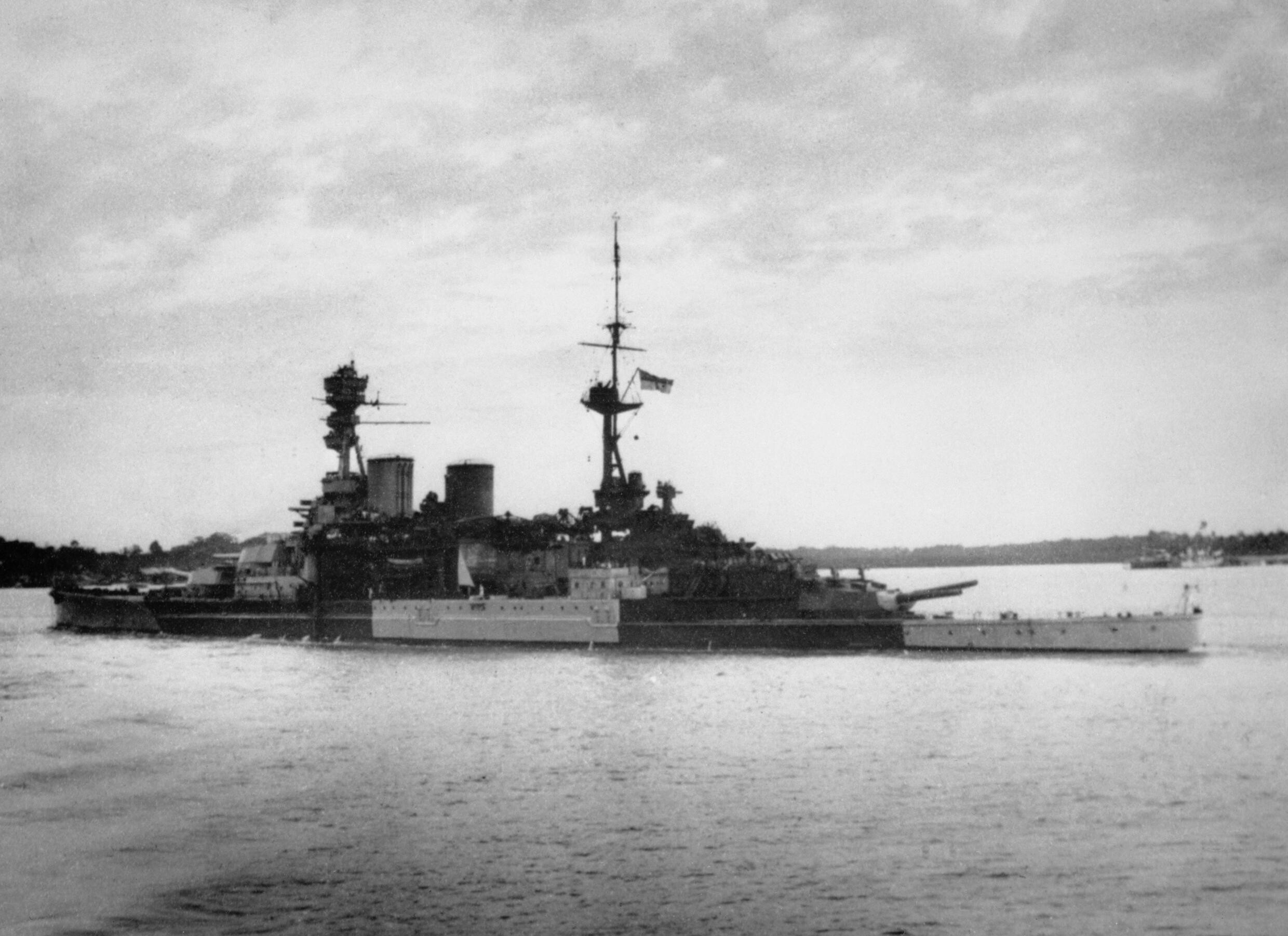
1941年12月8日，反擊號戰列巡洋艦離開新加坡

「I-65」證實了英國戰艦出現的偵察報告，在2小時後被送到日本第22航空戰隊總部。當時，他們的飛機正在裝載炸彈以攻擊新加坡港，但他們隨即轉換裝載魚雷。這使得轟炸機直至下午6時才準備好。
大約下午5時30分，僅在日落前半小時，Z艦隊被3架零式水上偵察機發現，它們是從屬於日本巡洋艦由良號、鬼怒號和熊野號護送運輸船隊的。這些飛機繼續進行掩護。大約在6時30分，“特內多斯號”首先返回新加坡，因為它沒有足夠燃料，以及需要根據指示聯絡澳大行亞皇家海軍的帕利澤少將，並要把詳細資料報告給馬來亞的英國皇家空軍。 菲利普斯打算不再攻擊宋卡，而他在下午7時改變航向宋卡的航路，欺騙在黑夜中航行的飛機，然後在下午10時15分向南駛向新加坡，當時他們受到黑夜保護。 “特內多斯號”在早上8時盡責地報告，從而掩護了菲利普斯的位置。
日軍艦隊曾嘗試發動晚間攻擊，因為他們擔心英國戰艦會發現他們的入侵部隊，但由於天氣惡劣，令他們未能發現敵艦，他們因此在午夜前返回自己在土龍木和西貢的機場。

### 返回新加坡
當天晚上，一架日本水上飛機對日本重巡洋艦高雄級“鳥海號”投下照明彈，錯誤地以為它是“威爾士親王號”。在此之後，日本艦隊的6艘巡洋艦和驅逐艦轉向東北方駛去。英國艦隊也看見這耀目的閃光，擔心他們已經被確定位置，於是轉向東南。此時2支艦隊相距約5 mi（8.0 km），但彼此沒有看到對方，而日艦也沒有出現在“威爾士親王號”的雷達屏幕上。晚上8時55分，菲利浦斯海軍上將取消了行動，說他們已經失去了突襲的元素，並命令艦隊返回新加坡。  
在回航途中，他們被日本潛艇“I-58”發現及報告，“I-58”的報告說它發射了五枚魚雷但都沒有命中，跟蹤3小時後跟丟了英國艦隊。英國艦隊方面，因為沒有發現日軍潛艇的踪跡，所以不知道自己的位置已被日軍發現，由於日軍潛艇攻擊失敗，英軍又沒有發現魚雷航跡，所以也不知道自己曾受到日軍潛艇的攻擊。“I-58”的報告在凌晨3時55分被送到第22航空戰隊的總部，元山海軍航空隊的10架轟炸機在早上6時被派往該區進行搜索。當該編隊離開機場約1個小時後，被下令前往最有可能出現的地點進行搜索。

### 日軍空襲

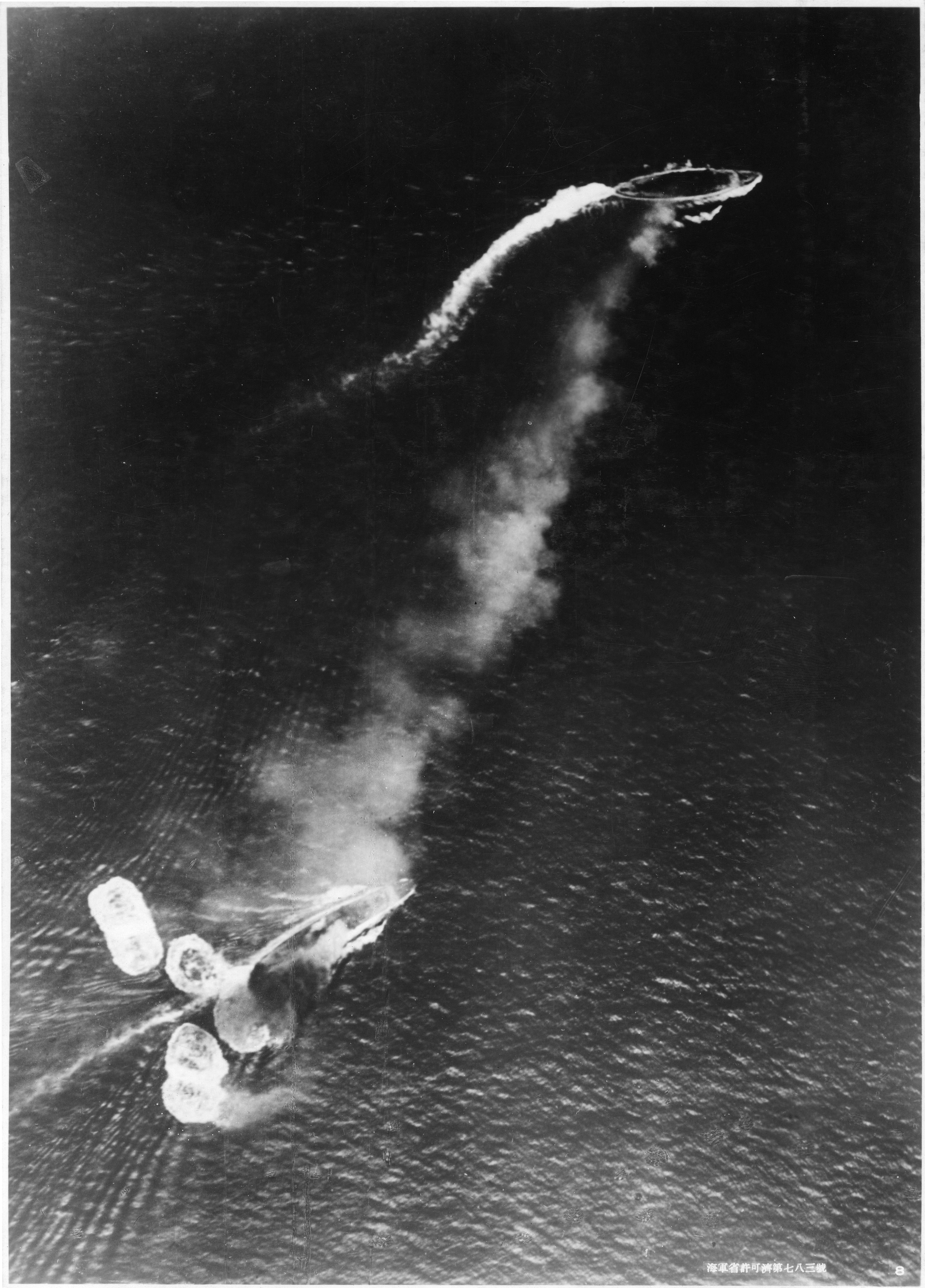
日軍最初攻擊“威爾斯親王號”（上面）及“反擊號”的航空照片，可以清楚看到短而厚的黑色濃煙來自“反擊號”，當時它剛剛被炸彈擊中，並至少有6次有驚無險的狀況。可看見“威爾斯親王號”正在作出迴避運動。從漏斗嘖出來的白色煙霧因為它嘗試增加速度

12月10日早上5時，菲利浦斯接獲帕利澤的報告日本馬來亞東岸的關丹登陸（此為誤報，事後查證為一頭水牛誤觸地雷引發連環爆炸，後被誤傳為日軍登陸！），這裡剛好位於哥打巴魯和新加坡的中間。 Z艦隊跟隨菲利浦斯的命令前進，沒有回覆帕利澤發來的無線電信號（這將暴露他的位置）。帕利澤沒有預見到這種情況及要求在三巴旺的F2A戰鬥機提供空中掩護；直到日軍第一輪進攻開始後1小時及在“反擊號”發出無線電信號後，英國皇家空軍派出的飛機才到達現場。早上5時15分，目標出現在地平線上；因為認為它們是入侵部隊，所以Z艦隊轉向它們。但是後來發現原來是漁船拖帶駁船。 早上6時30分，“反擊號”報告說，看到一架飛機在跟踪艦隊。7時18分，“威爾斯親王號”彈射起飛1架超級馬林海象式偵察機，它飛往關丹，但是什麼也沒有發現，於是向“威爾斯親王號”報告，並飛往新加坡。 “快遞號”亦被派往該地區進行調查，沒有什麼發現。10時05分，在Z艦隊東南140英里的“特內多斯號”報告它被日本飛機襲擊，該進攻由駐西貢的海軍第22航空戰隊所屬之元山海軍航空隊的9架九六式陸上攻擊機'內莉'雙引擎中型轟炸機實施，各帶一枚500公斤（1,100磅）穿甲彈。他們把驅逐艦當作戰艦並發動攻擊，亦沒有炸彈命中目標。 10時15分，日本飛機發現更多的艦艇，當時Z艦隊沒有找到任何日本入侵部隊，正向南方回航。 
上午11時13分，英國艦隊接連遭到三波日軍機隊空襲。第一波是美幌海軍航空隊的17架九六式陸上攻擊機，各携帶了一枚500公斤（1,100磅）的炸彈，以及8架各携帶2枚250公斤（550磅）炸彈的九六陸攻。旁邊另外再掛上250公斤(550磅)的炸彈，但這波攻擊只有一枚炸彈一擊中了反擊號的甲板，引起了小火，反擊號的航速在數分鐘內下降至25節（每小時46公里，29英里）。
上午11時40分，日本海軍元山海軍航空隊有2個中隊的16架九六式陸上攻擊機抵達，進行第二波攻擊，朝著威爾斯親王號施放至少6枚魚雷。威爾斯親王號被其中一枚魚雷擊中艦尾的右側並爆炸，使得右外側的主軸扭曲，不但右外側的螺旋槳失效，也影響到右內側的主軸運轉，爆炸亦破壞艦尾的艙間及管線，海水經由主軸管道灌入艦內，進水達2,400噸，航速下降到16節（每小時30公里，18英里）。根據懷爾迪什中尉的證詞，在'B'組機房的指揮下，外側主軸已停止轉動，但在重新啟動外主軸後，海水通過主軸管道的損壞處湧入，海水淹沒了機房，'Y'鍋爐房、中央輔助機械室、'Y'機房、柴油發電機房和數個船尾艙房也遭水淹。 

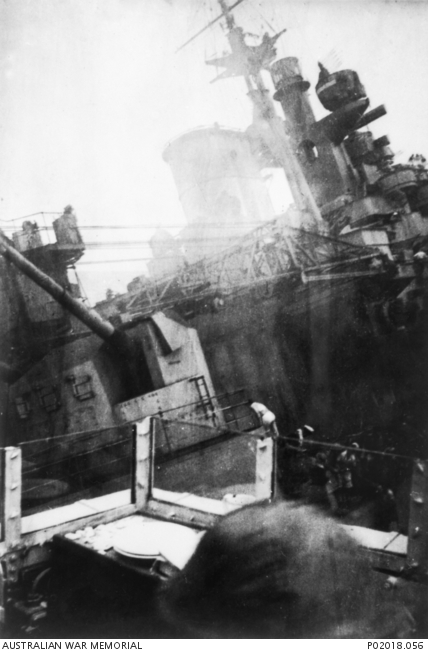
威爾斯親王號上的其中一座雙聯裝5.25寸口徑防空炮塔，該艦被日軍攻擊後受損嚴重，艦身明顯傾斜，人員收到棄艦指令後，正在逃生

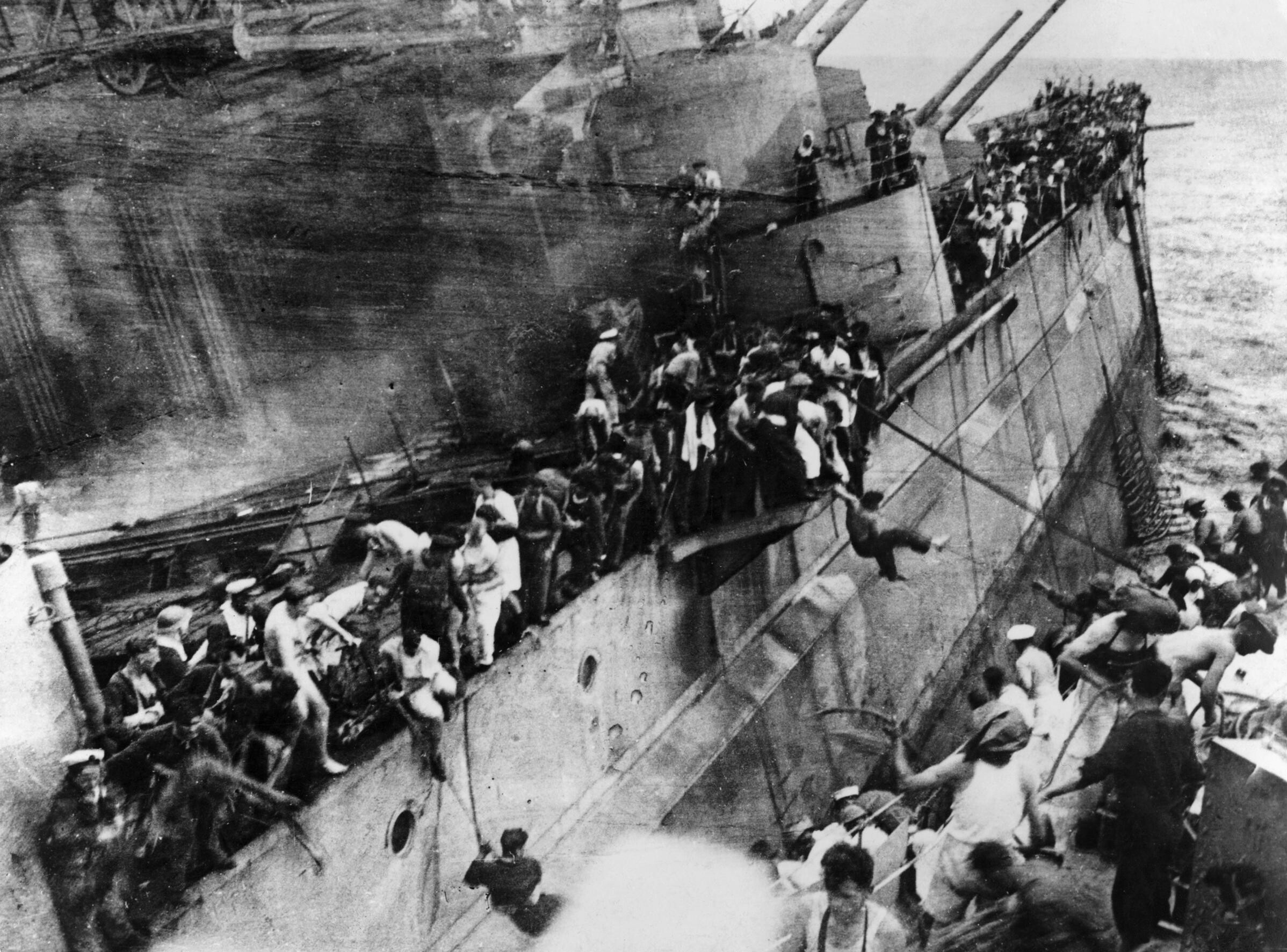
威爾斯親王號正在傾斜及下沉，驅逐艦快遞號（H61）靠近並接走威爾斯親王號的人員，由於威爾斯親王號此時已出現嚴重的傾斜，快遞號難以緊靠，威爾斯親王號人員需要游繩滑降到快遞號上，此照片拍攝不久，威爾斯親王號突然加速傾斜及下沉，快遞號為免也被拖落海底，只好撤離，圖中可見威爾斯親王號上的雙聯裝5.25寸口徑防空炮塔，因為艦身大幅傾斜，已無法將炮口降低到足夠射擊敵機

這枚魚雷造成的破壞對威爾斯親王號造成三個嚴重的影響。首先，它造成了艦體11.5度的傾側，右舷的5.25英寸防空砲塔無法將炮身壓低到可反擊低飛接近的敵機，難以再對抗低飛來襲的魚雷攻擊機。此外，推動“威爾斯親王號”船尾的5.25英寸高平兩用砲塔的動力被切斷，大大削弱對下一波攻擊的抵禦力。第二，它的許多輔助電力被切斷，這對內部通訊、通風、舵機、抽水幫浦、以及操作和升高5.25英寸和QF 40mm炮造成很大影響，尤其是幫浦停轉，便無法抽走不斷流入艦體內的海水，艦體的傾斜將持續加劇，所有的S1和S2組的5.25英寸砲塔幾乎無法操作，炮手也無法單靠手動維持操作，就連QF 40mm炮也無法轉為人手操作。第三，艦內水淹和左軸損壞，該艦只有右舷發動機可繼續運作，最快航速只有15節，由於電動船舵失效，使她無法控制航向。威爾斯親王號在12時41分依然能利用S1和S2高射炮射擊日本轟炸機，由於上甲板的裝甲厚實，雖然日軍的炸彈命中該艦，但未能穿破上甲板進入艦內，不過有一枚炸彈被投在傷兵聚集處造成嚴重傷亡。快遞號驅逐艦駛來接走傷兵及非必要留守的人員。由於損壞情況逐漸失控，因此發出棄艦命令，能跑動的人員都集中到甲板待援，威爾斯親王號翻側情況加劇，快遞號仍然嘗試靠近走人員。威爾斯親王號於13時18分傾覆沉沒，還差一點把在旁的快遞號也弄沉。

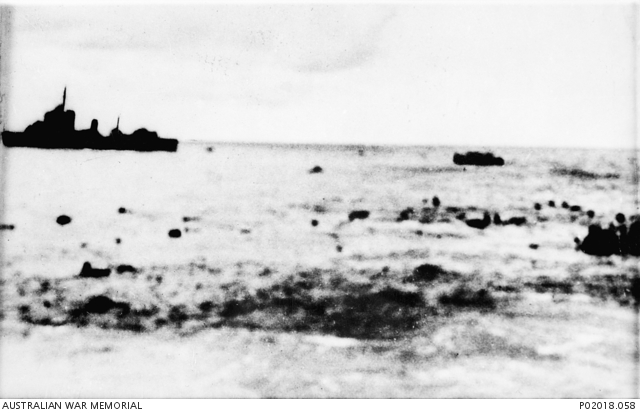
威爾斯親王號及反擊號沉沒後，英軍驅逐艦駛回現場搜救落海的人員

同樣受到日軍攻擊的反擊號，在日軍機隊的第一波高空轟炸中未有受到損害。然後是隸屬美幌航空隊的8架轟炸機發動第二波攻擊，這波攻擊的日軍攻擊機隊從兩個方向低飛接近，發動魚雷攻擊，反擊號的操艦人員採取規避機動，“精彩”地避開了日軍在這波攻擊中施放的所有魚雷。日軍第三波機隊到達，隸屬鹿屋航空隊（以西貢附近為基地的第21航空戰隊）的26架一式陸上攻擊機，從幾個方向來襲。反擊號繼續採取規避機動，迴避了19枚日軍魚雷，但仍是被2枚（也可能是4枚）魚雷擊中，導致船舵受損。然而最要命的是反擊號屬於一戰時期完工的艦艇，內部的防水隔艙和隔離設施是舊式設計，當時她的姊妹艦聲望號於改裝後配備防雷裝置，反擊號卻沒有，艦上人員無法制止海水從魚雷造成的破洞湧入艦內，很多艙室迅速被海水淹浸，反擊號損害狀況不久便失控，傾側的速度比同樣受創的威爾斯親王號更快，艦長南特下令棄艦，反擊號在短短6分鐘內嚴重傾斜，在12時23分翻側沉沒，由於傾側和下沉的速度太快，很多人員來不及逃生，造成大量傷亡。
日軍投下的49枚魚雷中共有6枚，可能是8枚命中目標，而日軍在攻擊中只損失了三架飛機（1架是隸屬元山海軍航空隊的內爾魚雷轟炸機，2架是隸屬鹿屋航空隊的一式陸攻），而第4架的是嚴重損壞下在著陸撞毀的。最近的2次調查指出只有4枚魚雷擊中“威爾斯親王號”，2枚被確定及另2枚可能命中“反擊號”。探險家俱樂部“74工作”的水下調查在2007年6月11日完成（見外部連結部分）。在空中掩護Z艦隊的是4架F2A戰鬥機，隸屬於澳大利亞第453中隊，在下午1時18分到達戰場上空，當時“威爾斯親王號”剛剛沉沒，它們遇到1架當時留下來觀察戰果的日軍偵查機，但當英軍戰鬥機進行追截時，帆足正音駕機成功擺脫返航，日軍因此確認了兩艦已經沈沒。

### 行動之後
驅逐艦“伊萊克特拉號”和“吸血鬼號”前往搜救“反擊號”的倖存者，而“快遞號”救出“威爾斯親王號”的倖存者。840名水手死亡，其中513人來自“反擊號”，而327人來自“威爾斯親王號”。他們獲救後，“反擊號”的一些倖存者加入“伊萊克特拉號”的運作，令“伊萊克特拉號”的船員可以有更多人手拯救更多的倖存者。主要是「反擊號」的炮手操作X和Y組的4.7英寸（120）炮塔，及“反擊號”的牙醫則協助“伊萊克特拉號”的醫護組治療傷兵。共有近1,000個“反擊號”的倖存者獲救，其中有571人由“伊萊克特拉號”救出。而“吸血鬼號”從“反擊號”救出9名軍官、213水兵和1名平民戰地記者，及在“威爾斯親王號”救出2名水手。  
菲利普斯上將和指揮“威爾斯親王號”的海軍上校約翰·利奇都在該戰役中陣亡（他們兩人都拒絕離艦，菲利普斯上將還在艦橋上，脫帽致意與離艦水兵道別）。而“反擊號”的指揮官威廉·G·南特海軍上校則被“吸血鬼號”救走。“威爾斯親王號”上最高級的倖存者是斯基普威思中尉，是該艦的海軍中尉，他是被“快遞號”救走的。 

倫敦公報獲得來自維戈斯中尉的報告: 
|  | “很明顯，這3艘驅逐艦需要花費幾個小時從殘骸和浮游骯髒油污的水中救出數以百計的士兵。最重要的是，另一次轟炸和機槍的襲擊迫在眉睫。他們每個人都明白這點。然而，當我飛到周圍時，每個人揮舞著手，而我飛越他們時他們豎起了大拇指。一小時後，由於缺乏汽油，迫使我離開，但在該時段我見到很多面對非常危險情況的人揮舞著手、歡呼和開玩笑，好像他們是在布萊頓的度假者向在低空飛行的飛機揮手。這著實讓我震驚，因為這並非人之常情。” －提姆·維戈斯空軍上尉，澳大利亞皇家空軍傑出飛行員:63 |

第二天，鹿屋航空隊第三中隊長壹岐春記（Haruki Iki）中尉飛抵戰鬥現場。他放了2個鮮花花圈入海。一個是為他死在英軍機槍下之鹿屋航空隊同袍，而另一個則是給予在該戰役中死亡的英國水兵。這是因為他們英勇地保衛艦艇而獲得在他中隊的所有飛行員之欽佩。
在倖存者回去新加坡的路上與，“快遞號”通過要塞和4艘美軍驅逐艦領頭向北。“快遞號”標誌著行動已經結束，但艦隊還是搜查該地區試圖發現更多的倖存者，不過並沒有任何發現。在搜索完成後返回新加坡途中，“埃德薩爾號”的船員登上一艘當天早上被Z艦隊看見的漁船。該漁船被確定為“松風傅丸”（Shofu Fu Maru），船員則被送往新加坡拘留。
當時日軍還有一個航空編隊正在準備出擊以攻擊Z艦隊，因為他們並未收到戰況發展的消息。不過在他們出擊前，因收到帆足正音的偵察機回報英軍2艘艦隻沉沒，而取消了出擊。

## 沉沒的影響
戰役發生後第二天早晨，首相丘吉爾在他的床邊收到一個來自第一海務大臣杜德利·龐德爵士的電話。
|  | 龐德：首相，我必須報告，「威爾斯親王號」和「反擊號」都已被日本人擊沉，我們認為是由飛機襲擊造成。湯馬士·菲利普斯已被淹死。 丘吉爾：你確定這是否正確？ 龐德：毫無疑問。 丘吉爾掛斷電話:65 |

丘吉爾曾述：
|  | 在整個戰爭過程中，我從未收到比這個更直接的衝擊……當我在床上輾轉反側時，2艘軍艦全部沉沒的恐怖消息緊緊糾纏著我。如今在印度洋和太平洋上，除了正被送回加利福尼亞州的珍珠港事件倖存者之外，已無任何一艘英軍或美軍的戰鬥艦艇。在這整片遼闊的海域上，日本（海軍）有着絕大的軍力，而我們卻到處都是虛弱和赤裸裸的。:65 |

由於損失了兩艘主力艦，新加坡基本上已被減弱為一個陸上基地。結合先前的珍珠港襲擊，盟國只剩三艘主力艦在太平洋戰場。
這兩艘艦艇是第一批在積極防衛下被純空中力量擊沉主力艦。這一事件表明即使是最先進的水面艦艇在面對空中攻擊時，還是極為脆弱，以及驅使空中掩護艦隻航行以防止同類事件。元山海軍航空隊在1942年初曾試圖以魚雷攻擊列星頓號航空母艦，但他們在航空母艦上空被空中巡邏的戰鬥機和高射炮攻擊下失去了17架飛機。

## 後續情況

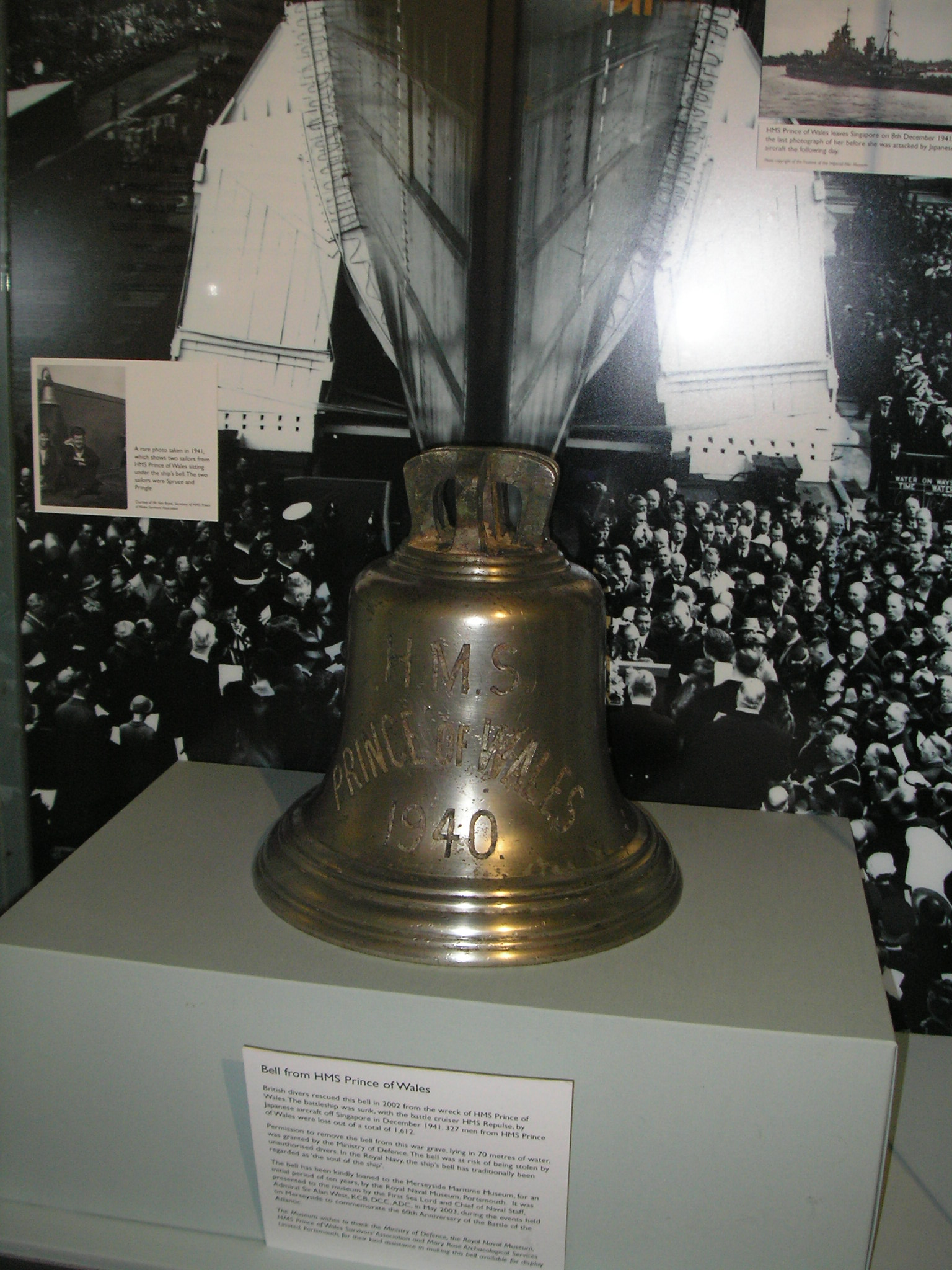
從威爾斯親王號打撈起來的艦鐘

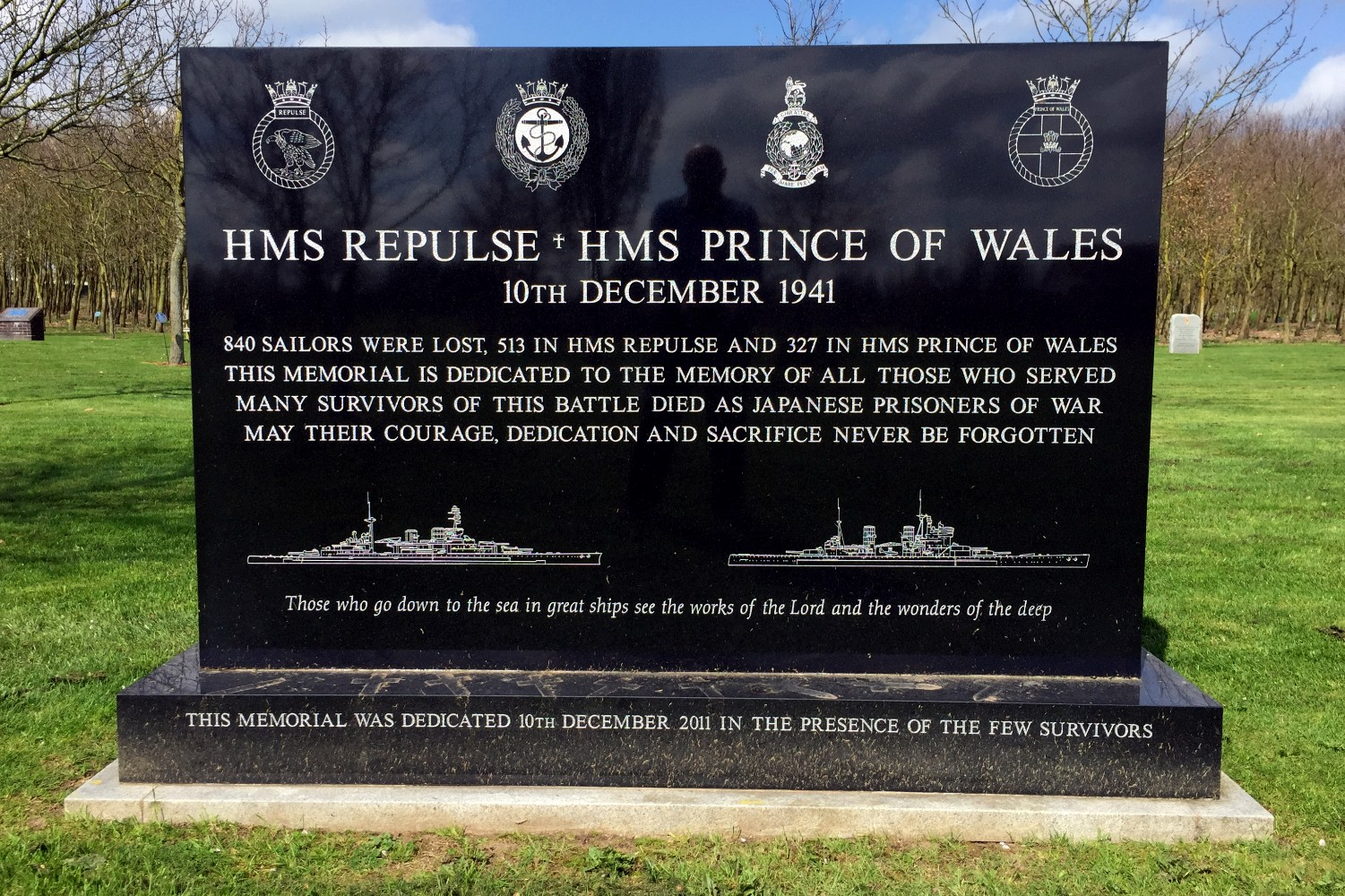
在利奇菲爾德豎立的反擊號與威爾斯親王號犧牲者紀念碑

作戰中沉沒的2艘英國軍艦的殘骸在戰後被發現，反擊號在水下183英尺（56），而威爾斯親王號在223英尺（68）。兩者都是接近上下顛倒的狀態。它們的螺旋槳軸被繫上浮標，而皇家海軍的旗幟附在這些浮標的繩上而且經常被潛水員更換。英國皇家海軍認為，沉船是英國官方財產，也是陣亡軍人的墳墓，不得打撈或騷擾。因為擔心有未經授權的潛水員將艦山的物品盜走，由皇家海軍授權的潛水隊在2002年將從威爾斯親王號上的艦鐘打撈出水，該鐘在利物浦的默西塞德海事博物館展出。

### 兩艦殘骸遭到非法打撈
2018年8月18日英國媒體報導，作爲超過800名陣亡軍人安息之所的威爾斯親王號及反擊號沉船，遭到中國海盜非法打撈及破壞。報導稱最少有12艘中國打撈船在印尼及馬來西亞海域活動，有部分船故意關掉應答器逃避追蹤，這些打撈船先使用重達50噸、呈斧頭狀的船錨，壓碎沉沒軍艦的艦體，再使用起重機將被壓碎的船艦殘骸吊出海面，這些殘骸會被運到印尼切割成小碎片，然後運往中國的鋼鐵廠，再流入鋼鐵市場。在馬來西亞、印尼海域及爪哇海的多艘英國、荷蘭、美國及日本軍艦的殘骸都被發現受到不同程度的破壞。早於2014年便有中國打撈船因爲打撈撈威爾斯親王號及反擊號的殘骸而被扣查，英國國防大臣韋廉信譴責盜取軍艦殘骸的行爲，英國國防部正與馬來西亞和印尼當局合作阻止這類非法活動，然而威爾斯親王號及反擊號當時已有一半的艦身被撈走。
2023年5月30日，马来西亚政府在該國海域扣押了一艘进行非法探勘的中华人民共和国籍打撈船，并在船上找到了大量相信是来自英国战舰，包括炮弹的金属残骸。该船有32名船员，当中主要是中华人民共和国籍及孟加拉籍，以及一名马来西亚籍。该轮船曾在印尼合法打捞荷兰的二战沉舰，并在2月更换注册名后向马来西亚政府申请打捞一艘在关丹海域沉没的中国船只，却暗中转去探勘在二戰沉没的英国战舰。在5月时，柔佛丹戎彭利哥的一个废料场被發現接收了一批包括战舰大炮及炮彈等二戰軍艦残骸，引起马来西亚国家遗产局关注。于是，马来西亚海事执法机构的巡邏船在该海域截查一艘可疑的中国籍打撈船，發現船上還有其他非法打撈得來的二戰軍艦殘骸，馬來西亞官員稱檢獲的殘骸很大機會來自威爾斯親王號及反擊號。当局相信该船和东南亚海域近来九成的二战沉舰遗迹掠窃有关，包括了新加坡、越南及柬埔寨的海域的遗迹窃案。

### 附錄
1. ↑  Stephen, Martin. Sea Battles in Close-up: World War 2 (Shepperton, Surrey: Ian Allan, 1988), Volume 1, p.111,
2. ↑  3架在攻擊中被擊落，1架在隨後回航降落時墮毀，及2架巡邏機未能回到出發地。
3. ↑  Stephen, p.102.
4. ↑  Stephen,  p.104.
5. ↑  Stephen, p.104.
6. ↑  .   [2009-10-11]. （原始内容存档于2009-02-01）. （页面存档备份，存于）
7. 1 2 3  Stephen,  p.107.
8. 1 2 3 4  Willmott, H. P. Barrier and the Javelin (Annapolis: U.S. Naval Institute Press, 1983).
9. ↑  Alan Matthews, 2006, "The sinking of HMS Prince of Wales and HMS Repulse" (Force Z Survivors Association) （页面存档备份，存于）. Access date: October 13, 2007.
10. 1 2 3 4  Stephen,  p.102.
11. ↑  Martin Middlebrook & Patrick Mahoney, Battleship; The Loss of the Prince of Wales and the Repulse, Penguin History, 1979, ISBN 0-14-02-3469-1
12. ↑  Caidin, Martin. Ragged, Rugged Warrirors,
13. ↑  .   [2009-10-11]. （原始内容存档于2012-06-09）. （页面存档备份，存于）
14. ↑  .   [2009-10-11]. （原始内容存档于2012-06-09）. （页面存档备份，存于）
15. 1 2 3 4  Stephen,  p.108.
16. ↑  Stephen, pp.31-8 passim & 102; Fitzsimons, Bernard, ed. Illustrated Encyclopedia of 20th Century Weapons & Warfare (London: Phoebus, 1977), Volume 3, pp.242-3, "B5N Nakajima".
17. ↑  ‘’Bloody Shambles’’ Volume One, page 125; by Christopher Shores & Brian Cull with Yasuho Izawa (Grub Street, London, 1992) ISBN  0 948817 50 X
18. ↑  Clayton, Graham. Last Stand in Singapore ( Auckland: Random House, 2008).
19. 1 2  Stephen,  p.106.
20. 1 2 3 4 5 6  Stephen,  p.109.
21. ↑  Middlebrook, Battleship, p201
22. 1 2 3  Stephen,  p.114.
23. ↑  Survey report compiled after Expedition 'Job 74', May 2007 p5
24. ↑  Survey report compiled after Expedition 'Job 74', May 2007, pages 5 - 7
25. ↑  .   [2009-10-11]. （原始内容存档于2009-01-29）. （页面存档备份，存于）
26. 1 2 3  Frank Owen, The Fall of Singapore, Penguin Books, 2001, ISBN 0-14-139133-2
27. ↑  .   [2009-10-11]. （原始内容存档于2009-02-01）. （页面存档备份，存于）
28. 1 2 3  . 東方日報. 2018-08-20  [2024-05-09]. （原始内容存档于2024-05-09）.
29. ↑  . 東方日報. 2018-08-20  [2024-05-09]. （原始内容存档于2024-05-09）.
30. ↑  . 星洲日报. 2023-05-30  [2024-05-10]. （原始内容存档于2024-05-09）.
31. ↑  Jassmine Shadiqe. . New Strait Times. 2023-05-30  [2023-05-30]. （原始内容存档于2023-06-03）. （页面存档备份，存于）

### 書本
- Burton, John. . US Naval Institute Press. 2006. ISBN 159114096X.
- Richard Hough, The Hunting of Force Z: the brief, controversial life of the modern battleship and its tragic close with the destruction of the "Prince of Wales" and "Repulse".
- Martin Middlebrook and Patrick Mahoney, Battleship: The Sinking of the Prince of Wales and the Repulse. New York: Charles Scribner's Sons, 1979. Contains details of the attack and damage sustained, and tables of survivors and losses.
- Samuel Eliot Morison, History of United States Naval Operations in World War II, Volume III, "The Rising Sun in the Pacific".
- Horodyski, Joseph M. “British Gamble In Asian Waters.” Military Heritage. December 2001. Volume 3, No. 3: 68-77 (sinking of the British battleship Prince of Wales and battlecruiser Repulse by Japanese on 10 December 1941 upon U.S. entry into World War Two).
- Jack Greene, War at Sea, Pearl Harbor to Midway, 1988. (The Malayan Campaign). Combined Books. ISBN 0-8317-1257-0.
- V. E. Tarrant, King George V class Battleships, Arms and Armour Press, 1991, ISBN 1-85409-524-2
- Alan Matthews, Sailors' Tales: Life Onboard HMS Repulse During World War Two ISBN 0-9531217-0-4
- Survey report compiled after Expedition 'Job 74', May 2007
- Stephen, Martin. Sea Battles in Close-up, p.99-114. Shepperton, Surrey: Ian Allan, 1988.

## 外部連結
- Order of battle （页面存档备份，存于）
- Force Z Survivors Association （页面存档备份，存于）
- Personal Reports by Crew （页面存档备份，存于）
- London Gazette Officers reports
- Link to a survey report compiled after Expedition 'Job 74', May 2007  （页面存档备份，存于）
- Description of lower hull indentation damage on wreck of the HMS Prince of Wales （页面存档备份，存于）
- http://www.pacificwrecks.com/ships/hms/prince_of_wales/pow-stern-damage.pdf （页面存档备份，存于）